# Hwabyeong
Hwabyeong ou Hwapyŏng (hangul: 화병, hanja: 火病) também chamado de Ulhwabyeong (hanja: 鬱火病) é um transtorno de somatização e uma síndrome ligada à cultura coreanos. que surge quando as pessoas são incapazes de enfrentar sua raiva como resultado de condições que consideram injustas. Hwabyeong é um nome coloquial e refere-se à etiologia do distúrbio, e não a seus sintomas ou características aparentes. Em uma pesquisa, 4,1% da população em geral em uma área rural na Coréia foram relatados como tendo hwabyeong. Hwabyeong frequentemente é confundido com a síndrome de Amok.
A palavra hwabyeong é composta de hwa (a palavra sino-coreana 火para "fogo" que também pode significar contextualmente "raiva") e byeong (a palavra sino-coreana 病 para "síndrome" ou "doença"). Ulhwabyeong em sua tradução literal, significa "depressão, raiva, doença".

## Sintomas
Os sintomas físicos incluem:
- palpitações
- anorexia
- boca seca
- insônia
- pressão torácica
- dificuldades respiratórias
- dor de cabeça
- uma sensação de calor em todo o corpo, irradiando-se pelo tórax

Os sintomas psicológicos incluem:
- ser facilmente assustado
- externalização da raiva, também conhecida em coreano como "bun" (憤, "erupção de raiva"), um sentimento relacionado à cultura coreana relacionado à injustiça social
- humor geralmente triste
- suspiro frequente
- um sentimento de "eok-ul" (抑鬱, [sentimento de] injustiça)
- ficar agitado facilmente
- sentimentos de culpa
- sentimentos de desgraça iminente

Os pacientes diagnosticados também podem ter um histórico médico de transtorno depressivo maior anterior, transtorno distímico, transtornos de ansiedade, transtornos somatoformes ou transtorno de adaptação de acordo com os critérios do Manual Diagnóstico e Estatístico de Transtornos Mentais, quarta edição (DSM-IV).
Os pacientes diagnosticados são mais prováveis de serem mulheres que saíram da menopausa recentemente e com baixo nível socioeconômico.

## Causas
A causa principal da síndrome de Hwabyeoung é a presença recorrente de estressores. É possível que a menopausa, também possam ser uma causa subjacente de Hwabyeong em mulheres mais velhas, o grupo demográfico mais frequentemente diagnosticado.

## Diagnóstico
Os médicos ocidentais geralmente diagnosticam a Hwabyeong como algum transtorno relacionado a estresse ou até mesmo depressão. O Manual Diagnóstico e Estatístico de Transtornos Mentais atualmente lista Hwabyeong entre suas doenças ligadas à cultura. Fora da Coreia, Hwabyeong pode ser confundido com uma referência a um perfil psicológico marcado por temperamento e comportamento ariscos e explosivos. Pelo contrário, Hwabyeong é um termo psicológico tradicional usado para se referir a uma condição caracterizada por sofrimento passivo, é comparável à depressão e é tipicamente associado a mulheres mais velhas. É importante ressaltar que, ao diagnosticar Hwabyeong, a cultura do paciente seja bem compreendida. Uma vez que Hwabyeong pode ser confundido e diagnosticado erroneamente como depressão, os sintomas e a cultura precisam ser examinados de forma clara e assertiva. Uma vez diagnosticado o Hwabyeong, os tratamentos anteriores precisam ser revistos.

## Tratamento
Os métodos usados no tratamento do Hwabyeong incluem psicoterapia, tratamento farmacológico, terapia familiar e abordagens comunitárias. Para ter mais sucesso, os psiquiatras podem precisar incorporar os ensinamentos dos métodos de cura tradicionais e religiosos ou o uso de han-puri, que é o sentimento de resolver, soltar, desvendar e apaziguar emoções negativas com emoções positivas. Um exemplo de han-puri seria uma mãe que sofreu com a pobreza, a falta da educação, um marido violento ou uma sogra rigorosa, que pôde obter felicidade muitos anos depois pelo sucesso de seu filho pelo qual ela apoiou diante de dificuldades e sacrifícios.